# Fernando Fernández Sánchez
Fernando Fernández Sánchez   (Barcelona, 7 de febrer de 1940 - Barcelona, 9 d'agost de 2010) va ser un dibuixant de còmics, il·lustrador, periodista i pintor català. Va iniciar la seva carrera professional treballant a l'agencia Selecciones Ilustradas treballant pel mercat europeu. A mitjans dels seixanta va dedicar la seva feina a la publicitat i la il·lustració. Durant anys 1970 treballà a l'editorial Warren Publishing i va publicar als Estats Units. Entre 1970 i 1973 publicà una tira còmica diària en el Diari de Barcelona titulada ‘La Mosca’. Va il·lustrar portades de llibres en editorials com Dell, Batam, Random House, New American Libreary i Mc Millan. A finals dels 1970 creà amb el guionista Nicola Cuti la historieta Zora y los Hibernautas publicada entre 1980 i 1982. Des el 1989 es va dedicà únicament a la pintura.